# قدرت رؤیا
«قدرت رویا» (به انگلیسی: The Power of the Dream) تک‌آهنگی از سلین دیون، هنرمند اهل کانادا است که در ۲۰ اوت ۱۹۹۶ ژاپن منتشر شد.